# RheinFantasie
Die RheinFantasie ist ein Tagesausflugs- und Veranstaltungsschiff der Amagota Vermietungsgesellschaft in Wiesbaden, das in Dauercharter von der Köln-Düsseldorfer Deutsche Rheinschiffahrt eingesetzt wird. 
Das neueste Schiff der Reederei ist mit 1600 m² Nutzfläche das zweitgrößte Ausflugsschiff auf europäischen Binnengewässern. 
Die RheinFantasie ist das einzige Schiff der Reederei, das unter deutscher Flagge fährt und in Köln registriert wurde.

## Geschichte

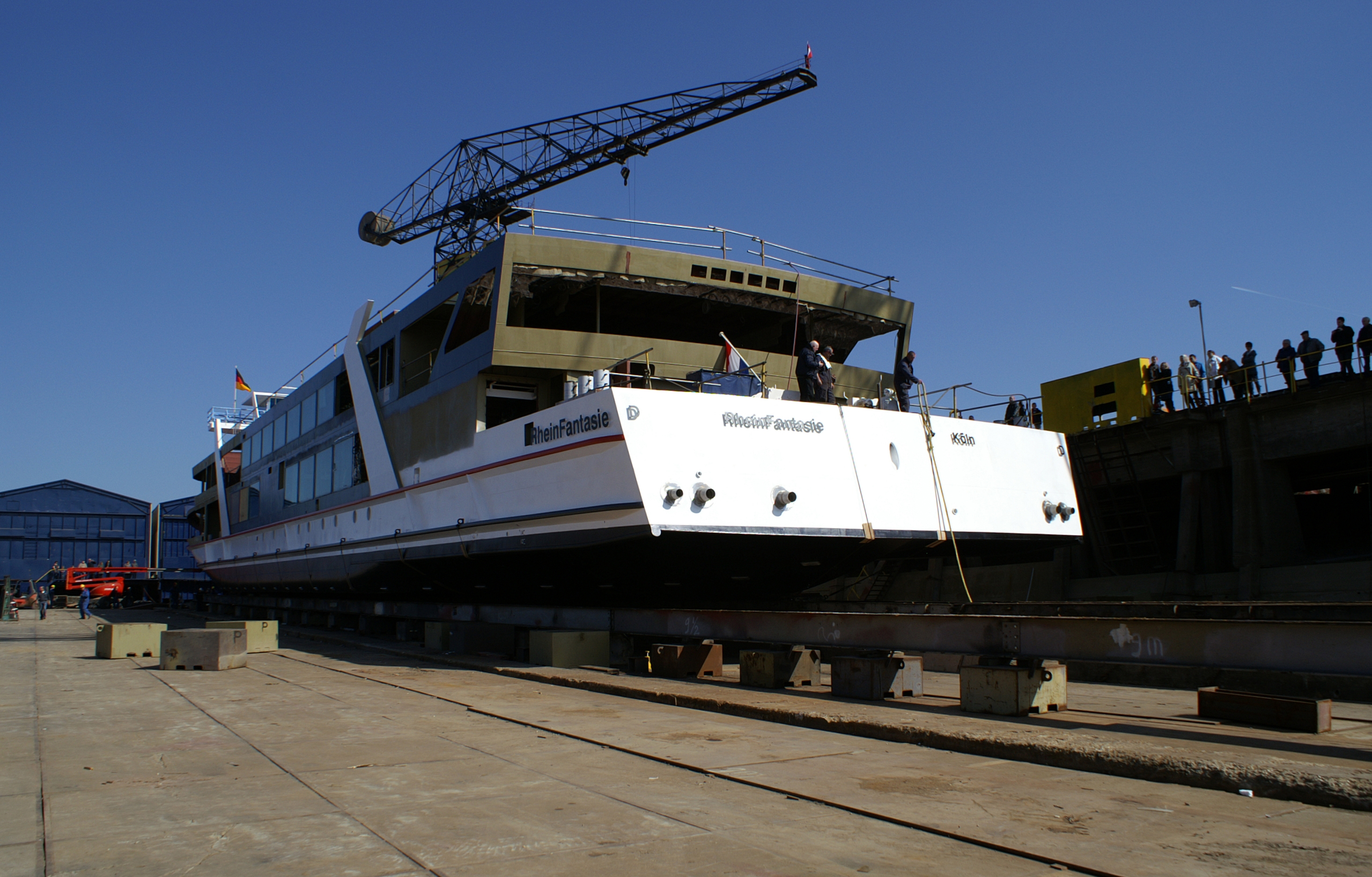
Stapellauf am 27. März 2011

Nachdem die Köln-Düsseldorfer mit dem seit 2004 im Einsatz befindlichen Multifunktionsschiff RheinMagie gute Erfahrungen gemacht hatte und sich zusätzlicher Bedarf für diesen Schiffstyp zeigte, erwog die Reederei ab 2008 den Bau eines etwas kleineren vielseitig einsetzbaren Fahrgastschiffs, welches die zwischenzeitlich nicht mehr wirtschaftlich zu betreibende Wappen von Köln ersetzen sollte. 
Nach der Finanzierungszusage der Kreissparkasse Köln beauftragte die Köln-Düsseldorfer das in Unkel ansässige Unternehmen Schiffstechnik Buchloh mit der Planung eines Einrumpfschiffes, das eine Kapazität von bis zu 1000 Fahrgästen haben sollte. 
Nachdem der Konstruktionsplan erstellt wurde, schrieb die Köln-Düsseldorfer den Bau bei zehn Schiffswerften aus, von denen vier ein Angebot abgaben. 
Den Zuschlag erhielt am 7. Juni 2010 die De Hoop-Werft in Rijnwaarden-Lobith, die seit 1994 alle Schiffsneubauten für die Reederei ausgeführt hatte. 
Die Kiellegung des unter der Baunummer 442 und dem Projektnamen „Neubau 2011“ gefertigten Schiffs erfolgte am 29. Dezember 2010, der Stapellauf am 27. März des Folgejahres. 
Die Werft lieferte das Schiff am 1. Mai 2011 im KD-Heimathafen Niehl I aus.
Am 5. Mai 2011 taufte die Verlegerin Isabella Neven DuMont das Schiff in Anwesenheit des Weihbischofs Manfred Melzer am Kölner KD-Anleger 3 auf den Namen RheinFantasie. Der Name war zuvor bei einem Leserwettbewerb einer Kölner Tageszeitung ermittelt worden.
Die einstündige Jungfernfahrt führte bis Köln-Marienburg, wo das Schiff wendete und wieder zurückkehrte. 
Die Baukosten des Schiffes betrugen 10 Mio. Euro. Am 7. Mai 2011 wurde es planmäßig auf der Strecke Köln–Linz eingesetzt. Noch am selben Tag hatte es bei Rhein in Flammen zwischen Bonn und Linz, seinen ersten Veranstaltungseinsatz. Nach den bisherigen Planungen der Reederei wird die RheinFantasie vorwiegend im Plandienst zwischen Köln und Bad Hönningen eingesetzt.
In Charter und bei Sonderveranstaltungen befährt sie das gesamte Einsatzgebiet der Köln-Düsseldorfer.

## Ausstattung

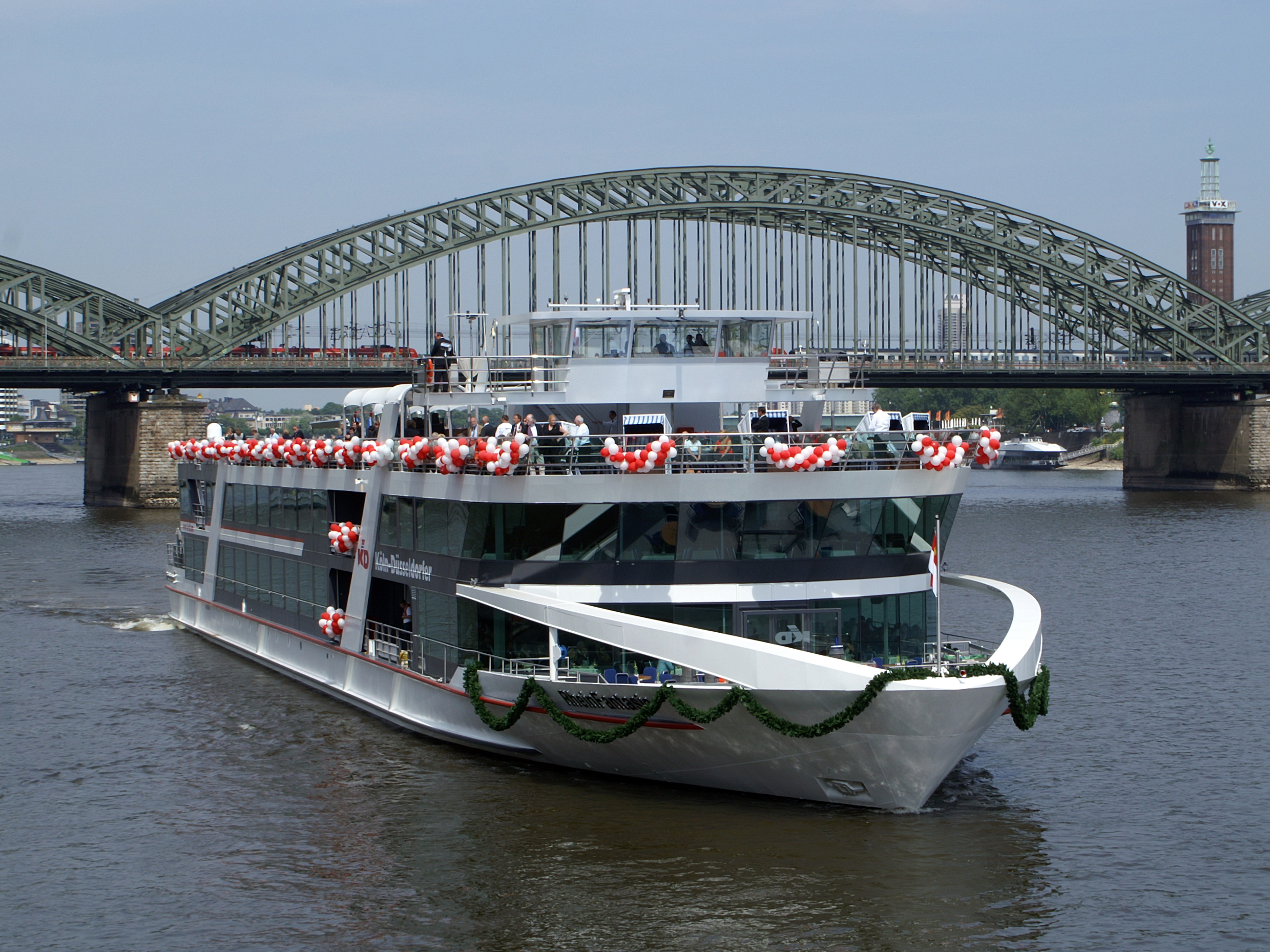
Die RheinFantasie auf Jungfernfahrt am 5. Mai 2011

Die RheinFantasie ist ein Vierdeck-Einrumpf-Schiff mit einer Nutzfläche von 1600 m² in den geschlossenen Decks und einem 900 m² großen Freideck. 
Die maximale Deckenhöhe beträgt 5,90 m. 
Die Ausstattung ist im Regelfahrbetrieb für bis zu 750 Passagiere ausgelegt, sie kann aber abgeändert werden, so dass 1000 Fahrgäste aufgenommen werden können. 
Die Innenarchitektur des Schiffs wurde von Brunhilde Böttrich geplant. 
Eine Wand des Treppenhauses wurde von der Kölner Künstlerin Regina Kochs im Rahmen ihres Projekts „Kunst am Schiff“ gestaltet. 
Alle Fahrgastdecks sind klimatisiert, raumhoch verglast und mit moderner Veranstaltungstechnik für unterschiedliche Einsätze ausgestattet. 
Die im Hauptdeck achtern liegende 35 m² große Bühne kann von rund 150 galerieartig angelegten Plätzen im Oberdeck aus gesehen werden. 
Im Bugbereich wurden im Haupt- und im Oberdeck jeweils ein Restaurant eingerichtet, von denen das untere zusätzlich über eine Außenterrasse verfügt, die bis zur Bugspitze reicht. 
Die Bordküche liegt mittschiffs im Hauptdeck. 
Auf dem Freideck richtete die Köln-Düsseldorfer neben einem gastronomischen Bereich und einem Spielplatz auch eine Grillstation ein. 
Alle Fahrgastdecks sind über einen Lift von gehbehinderten Fahrgästen zu erreichen. 
Im Unterdeck liegen neben Maschinen-, Ruder- und Versorgungsräumen 17 Mannschaftskabinen.

## Technik

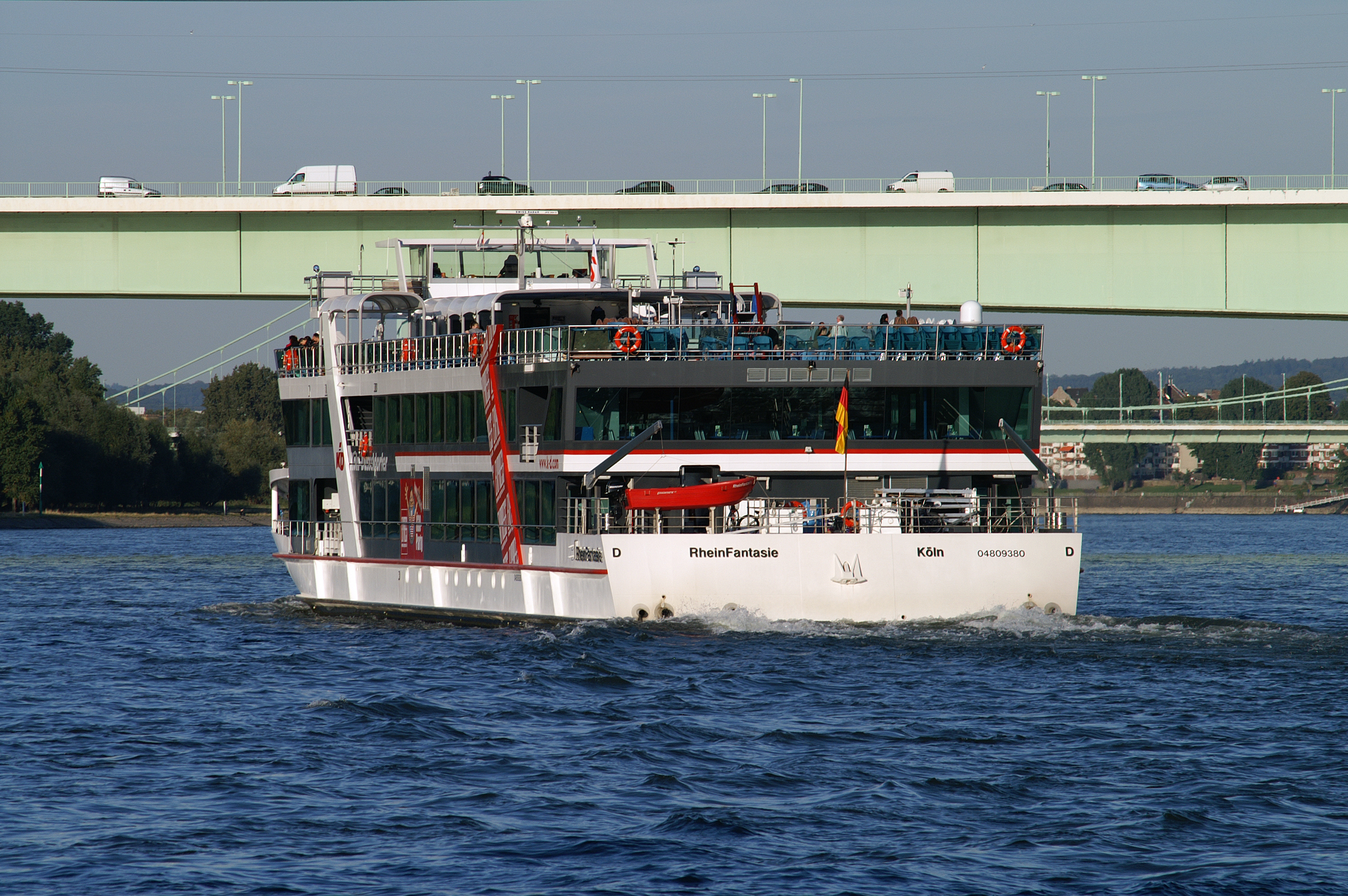
Heckansicht

Das Schiff wird von zwei V12-Zylinder Caterpillar-Dieselmotoren, Typ C32PA7003 á 634 kW über zwei Veth-Ruderpropeller angetrieben. 
Als Manövrierhilfe verfügt die RheinFantasie über einen Veth-Jet. 
Die Versorgung des elektrischen Bordnetzes wird durch zwei Dieselgeneratoren mit einer Leistung von jeweils 530 KVA von Caterpillar/Stanfort und von einem Notstromaggregat vom selben Hersteller sichergestellt. Das Schiff ist 85,13 m lang, 13,50 m breit. 
Der Tiefgang wird mit maximal 1,20 m angegeben. 
Die Wasserverdrängung bei größter Eintauchung beträgt 1239 t, in der Leerebene beträgt sie 1030 t.

## Einzelnachweise

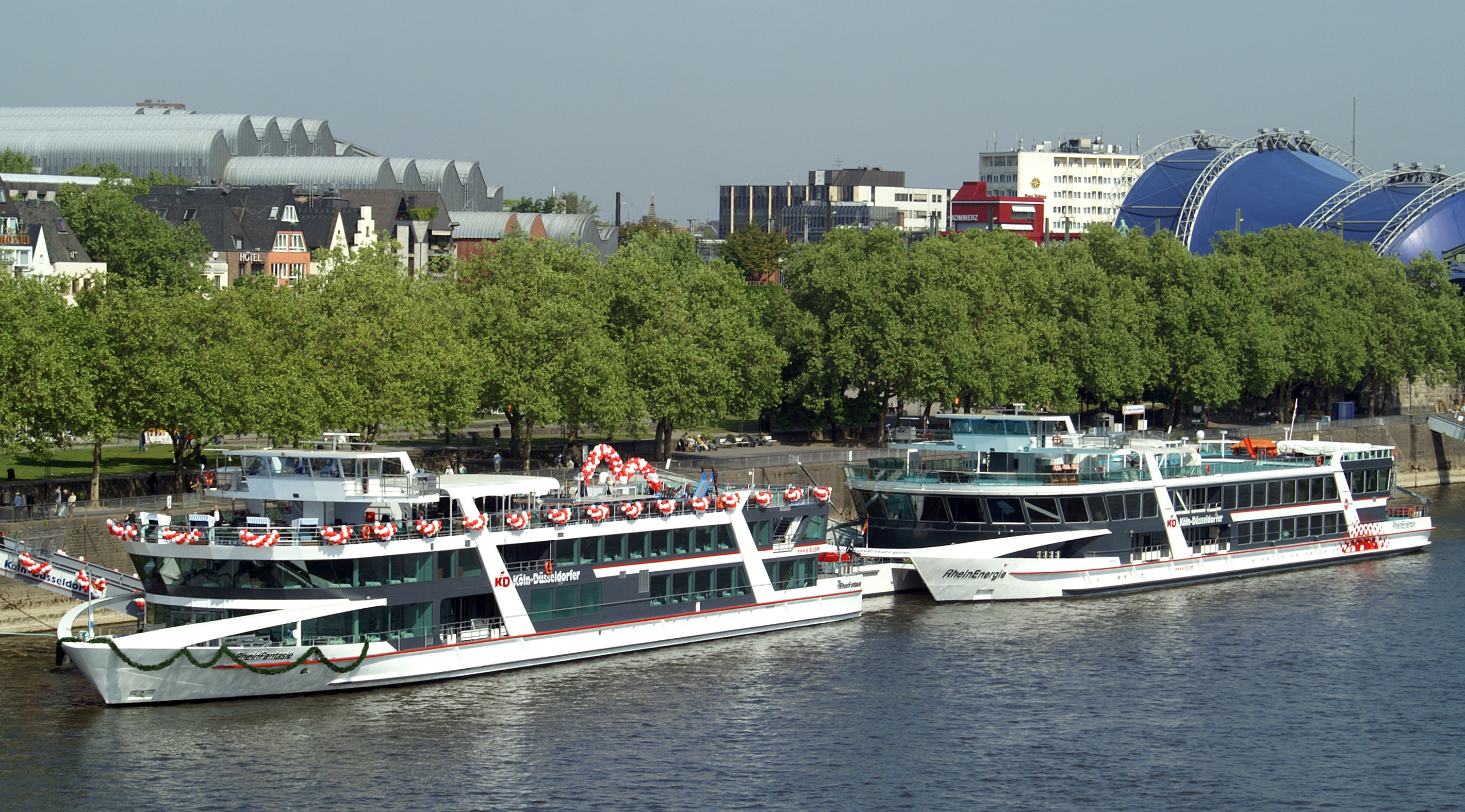
Die beiden Multifunktionsschiffe RheinFantasie und RheinEnergie im Vergleich